# Campeonato Sudamericano de Atletismo Sub-18 de 2014
El 22do Campeonato Sudamericano de Atletismo Sub-18 fue disputado en Cali, Colombia; entre el 28 y el 30 de octubre de 2014. El evento fue organizado por la Confederación Sudamericana de Atletismo y la Federación Colombiana de Atletismo; y fue disputando junto al I Gran Prix Centroamericano Sub-18. La mayoría de los eventos fueron disputados en el estadio Pascual Guerrero, y algunos en el  Estadio Pedro Grajales, 
Un reporte detallado y una apreciación de los resultados fueron dados por la IAAF.

## Participantes
De acuerdo a una cuenta no oficial, participaron 337 atletas de  12 países.
| - Argentina (17) - Bolivia (14) - Brasil (69) - Chile (39) | - Colombia (66) - Ecuador (37) - Guyana (3) - Panamá (9) | - Paraguay (15) - Perú (33) - Uruguay (15) - Venezuela (20) |

Además, participaron 77 atletas del Gran Prix Centroamericano Sub-18ː 35 atletas en 12 equipos internacionales,
| - Países Bajos/ Bonaire (2) - Islas Vírgenes Británicas (1) - Islas Caimán (1) - Colombia (18) | - Costa Rica (1) - Cuba (5) - El Salvador (1) - Honduras (2) | - Nicaragua (1) - Paraguay (1) - Perú (1) - Puerto Rico (1) |

y 42 atletas de 9 equipos locales de departamentos colombianos:
| - Bogotá (3) - Boyacá (3) - Cauca (2) | - Cundinamarca (3) - Quindío (2) - Risaralda (9) | - San Andrés y Providencia (4) - Santander (1) - Valle del Cauca (15) |

## Resultados

### Masculino
| Evento                                   | Oro                             | Oro                      | Plata                              | Plata                    | Bronce                         | Bronce                   |
| ---------------------------------------- | ------------------------------- | ------------------------ | ---------------------------------- | ------------------------ | ------------------------------ | ------------------------ |
| 100 metros (viento: +0.3 m/s)            | Johnny Rentería                 | 10.61                    | Arturo Deliser                     | 10.66                    | Jerson Viáfara                 | 10.84                    |
| 200 metros (viento: +0.0 m/s)            | Arturo Deliser                  | 21.11 RC                 | Aliffer Júnior dos Santos          | 21.30                    | Enzo Faulbaum                  | 21.49                    |
| 400 metros                               | Jason Yaw                       | 46.79 RC                 | Maykon Kennedy do Nascimento       | 47.40                    | Martín Tagle                   | 47.67                    |
| 800 metros                               | Luiz Fernando Silva Pires       | 1:55.68                  | Jean Jácome                        | 1:55.70                  | Cristian Castro Samayani       | 1:56.04                  |
| 1500 metros                              | Rodrigo Valerio Silva           | 3:59.17                  | Lucas Rosario da Silva             | 4:00.29                  | Sebastián Cubides              | 4:00.62                  |
| 5000 metros                              | Daniel Ferreira do Nascimento   | 8:30.85 RC               | Francisco Javier Albarracín        | 8:46.80                  | Hugo Catrileo                  | 8:47.65                  |
| 2000 metros con obstáculos               | Diego Arévalo                   | 6:01.67                  | Nicolas Antônio Gonçalves da Silva | 6:06.12                  | Martín Oyarzo                  | 6:07.93                  |
| 110 metros con vallas (viento: +1.8 m/s) | Diego Delmónaco                 | 13.55 RC                 | Joshuan Berríos                    | 13.59                    | Iago Barbosa da Cunha          | 13.70                    |
| 400 metros con vallas                    | Mikael Antônio de Jesus         | 51.77                    | Fanor Escobar                      | 53.10                    | Iago Barbosa da Cunha          | 53.17                    |
| Salto de altura                          | Danilo de Souza Goulart Cardoso | 2.09                     | Jeaiver Moreno                     | 2.06                     | Jaime Escobar                  | 2.00                     |
| Salto con pértiga                        | Bruno Germano Spinelli          | 5.00                     | Martín Castañares                  | 4.45                     | Carlos Humberto Amaya          | 4.30                     |
| Salto largo                              | Anderson Alan Alves dos Reis    | 7.25 (viento: +0.3 m/s)  | Lucas Basilio de Souza             | 7.23 (viento: +0.3 m/s)  | Rafael Insuaste                | 7.11 (viento: 0.0 m/s)   |
| Triple salto                             | Vitor Matos Centeno             | 15.03 (viento: +0.3 m/s) | Allison Silveira Moni Pereira      | 14.84 (viento: +0.1 m/s) | Diego Delmónaco                | 14.61 (viento: +1.4 m/s) |
| Lanzamiento de bala                      | Josiel Eugenio Felix de Sousa   | 17.67                    | Julián Pereira                     | 17.67                    | Luis Arley Córdoba             | 16.94                    |
| Lanzamiento de disco                     | José Miguel Ballivian           | 53.94                    | Cleverson Pereira Oliveira         | 53.74                    | Josiel Eugenio Felix de Sousa  | 50.68                    |
| Lanzamiento de martillo                  | Xavier Alexander Colmenares     | 69.37                    | Jair Pacentchux Júnior             | 68.03                    | Roberto Montiel                | 67.91                    |
| Lanzamiento de jabalina                  | Pedro Luiz do Prado Barros      | 68.82                    | Felipe Bascuñán                    | 63.06                    | Pedro Henrique Nunes Rodrigues | 60.34                    |
| Decatlón                                 | Andy Preciado                   | 7007 RC                  | Sergio Pandiani                    | 6399                     | Rafael Henrique Campos Pereira | 6303                     |
| Marcha 10 km                             | César Augusto Rodríguez         | 42:39.06                 | Pablo Armando Rodríguez            | 44:57.00                 | César Alberto Herrera          | 45:50.41                 |

### Femenino
| Evento                                   | Oro                     | Oro                        | Plata                        | Plata                   | Bronce                     | Bronce                  |
| ---------------------------------------- | ----------------------- | -------------------------- | ---------------------------- | ----------------------- | -------------------------- | ----------------------- |
| 100 metros (viento: 0.2 m/s)             | Evelin Rivera           | 11.72                      | Isabela Macedo Silva         | 11.75                   | Maribel Vanesa Caicedo     | 12.04                   |
| 200 metros (viento: +0.4 m/s)            | Evelin Rivera           | 23.93 RC                   | Kelly Barona                 | 24.29                   | Daysiellen Atla Dias       | 24.77                   |
| 400 metros                               | Jimena Copara           | 54.83                      | Natricia Hooper              | 55.06                   | Eliana Chávez              | 55.30                   |
| 800 metros                               | Johana Patricia Arrieta | 2:10.64                    | Ana Karolyne de Campos Silva | 2:11.35                 | Valentina Barrientos       | 2:12.20                 |
| 1500 metros                              | Valeria Cornejo         | 4:41.94                    | Micaela Levaggi              | 4:44.61                 | Ruth Basilio               | 4:46.56                 |
| 3000 metros                              | Ruth Cjuro              | 10:01.73                   | Martha Jazmín Guerrero       | 10:01.79                | Clara Baiocchi             | 10:13.04                |
| 2000 metros con obstáculos               | Luz Karen Olivera       | 7:12.85                    | Rina Cjuro                   | 7:14.49                 | Agustina Boucherie         | 7:18.15                 |
| 100 metros con vallas (viento: +1.3 m/s) | Maribel Vanesa Caicedo  | 13.49 RC                   | Clara Marín                  | 13.61                   | Steffi Murillo             | 13.81                   |
| 400 metros con vallas                    | Clara Marín             | 1:01.21                    | Ana Yenifer Cedeño           | 1:01.60                 | Josselyn Marivel Montiel   | 1:01.64                 |
| Salto de altura                          | María Fernanda Murillo  | 1.78 RC                    | Camila Arrieta               | 1.78 RC                 | Catalina Ossa              | 1.72                    |
| Salto con pértiga                        | Robeilys Peinado        | 4.00 RC                    | Paula Andrea Arellano        | 3.40                    | Carolina Guzmán            | 3.30                    |
| Salto largo                              | Leticia Oro Melo        | 6.13 (viento: +0.1 m/s) RC | Alexa Morey                  | 6.07 (viento: +0.1 m/s) | Antonia Kummerlin          | 5.90 (viento: +0.5 m/s) |
| Salto triple                             | Nhayilla Rentería       | 12.94 (wind: +0.5 m/s)     | Valeria Quispe               | 12.58 (wind: +0.2 m/s)  | Beatriz da Silva Diogo     | 12.41 (wind: +0.3 m/s)  |
| Lanzamiento de bala                      | Ginger Quintero         | 15.68                      | Amanda Mera Scherer          | 15.54                   | Dayna Toledo               | 14.71                   |
| Lanzamiento de disco                     | Ailén Armada            | 42.60                      | Elizabeth Mina               | 41.92                   | Catalina Bravo             | 41.74                   |
| Lanzamiento de martillo                  | María Alexandra Gaviria | 64.94 RC                   | Elizabeth Mina               | 63.61                   | Ana Lays Bayer             | 60.86                   |
| Lanzamiento de jabalina                  | Estefany Inmary Chacón  | 51.87 RC                   | Joana Juliana Soares         | 47.57                   | Ana Carolina Marques Pires | 47.24                   |
| Heptatlón                                | Jennifer Canchingre     | 5059                       | Letícia Sumocoski da Silva   | 4880                    | Joyce Micolta              | 4813                    |
| Marcha 5 km                              | Karla Jaramillo         | 23:38.83                   | María Fernanda Montoya       | 23:47.70                | Leydi Guerra               | 23:55.61                |

### Mixto
| Evento                    | Oro | Oro        | Plata                                                                                   | Plata   | Bronce                                                              | Bronce  |
| ------------------------- | --- | ---------- | --------------------------------------------------------------------------------------- | ------- | ------------------------------------------------------------------- | ------- |
| Relevo 4×400 metros mixto | Brasil · Stephanie Andreza Jesus Guimarães · Anderson Cordeiro Lima Cerqueira · Daysiellen Atla Dias · Maykon Kennedy do Nascimento | 3:27.02 RC | Colombia · Johana Patricia Arrieta · Eliana Chávez · Rodrigo Lagares · Anthony Zambrano | 3:28.53 | Chile · Mónica Mendoza · Enzo Faulbaum · Clara Marín · Martín Tagle | 3:32.13 |

## Medallero
Este medallero no oficial está de acuerdo con la publicación oficial.
     El país sede está resaltado en azul lavanda
| Núm. | País      | Oro | Plata | Bronce | Total |
| ---- | --------- | --- | ----- | ------ | ----- |
| 1    | Brasil    | 12  | 13    | 9      | 34    |
| 2    | Colombia  | 7   | 7     | 6      | 20    |
| 3    | Ecuador   | 7   | 4     | 4      | 15    |
| 4    | Perú      | 4   | 2     | 4      | 10    |
| 5    | Chile     | 3   | 3     | 13     | 19    |
| 6    | Venezuela | 3   | 2     | 0      | 5     |
| 7    | Argentina | 1   | 3     | 2      | 6     |
| 8    | Panamá    | 1   | 1     | 1      | 3     |
| 9    | Guyana    | 1   | 1     | 0      | 2     |
| 10   | Bolivia   | 0   | 2     | 0      | 2     |
| 11   | Uruguay   | 0   | 1     | 0      | 1     |